# Szécsi Dénes (püspök)
Szécsi Dénes (Felsőlendva, 1410 körül – Esztergom, 1465. február 1.) középkori magyar főpap és politikus, bíboros, esztergomi érsek, nyitrai és egri püspök, Magyarország első prímása volt; 1449–1464 között kancellári hivatalt is viselt. Ő koronázta meg V. Lászlót, I. Ulászlót és I. Mátyást.

## Egyházi pályája
Főúri (a Balog nemzetségbeli Szécsi) családból származott, apja Szécsi Miklós nádor, anyja Garai Ilona volt. 1426-tól a bécsi, majd 1433-tól a Bolognai Egyetemen tanult, ahol 1434-ben a kánonjog doktora lett. Padovában folytatott még tanulmányokat. 1438. március 2-án nyitrai püspökké választották, megerősítését április 20-án kapta meg IV. Jenő pápától, aki rövidesen áthelyezte az egri püspökség élére (június 5.). Albert magyar király halála után özvegye, Luxemburgi Erzsébet oldalán foglalt állást, ezért az özvegy királyné kérésére a pápa 1439. december 18-án bíborossá nevezte ki. Címtemploma a San Ciriaco lett 1440. január 8-án. Szintén Erzsébet javaslatára február 15-én az esztergomi érseki hivatalt is elfoglalhatta, amely minőségben Székesfehérváron megkoronázta a februárban született V. Lászlót a Szent Koronával. Röviddel ezután azonban a májusban Magyarországra érkező ifjú lengyel király, a Jagelló-házi III. Ulászló oldalára állt, akit július 17-én szintén megkoronázott I. Ulászló néven – igaz, ezúttal csak a Szent István ereklyetartójáról leszedett koronával, mivel a Szent Korona Erzsébet birtokában volt.

## A Hunyadiak oldalán
A király 1444-ben elesett a várnai csatában, Szécsi pedig Hunyadi János erdélyi vajda és szörényi bán mellé állt a kibontakozó hatalmi harcokban. Szintén Hunyadival összhangban hevesen támadta a huszitákat. Érdemeiért 1449–1464 között királyi kancellár volt V. László és Hunyadi Mátyás mellett; utóbbit szintén ő koronázta meg 1464. március 25-én.
Bíborosi minőségben részt vett az 1447-es, V. Miklóst, az 1455-ös, III. Kallixtuszt, illetve az 1458-as, II. Piuszt megválasztó konklávén. Érsekként 1450-ben tartományi zsinatot tartott Esztergomban, amelyen a pápa és a király engedelmével a szerzetesi fegyelem helyreállítását és a cölibátust szorgalmazta. 1452-ben V. Miklós prímási jogokat adományozott a mindenkori esztergomi érseknek, aki tagja lett a bíborosi testületnek és akit egyúttal szentszéki követté is nyilvánított. 1453-ban újjáépíttette az esztergomi székesegyházat és fenntartására nyolcvanezer forintot hagyományozott. Szónoki tehetsége is kimagasló volt. Az általa renováltatott katedrálisban temették el, sírköve fennmaradt.

## Képgaléria

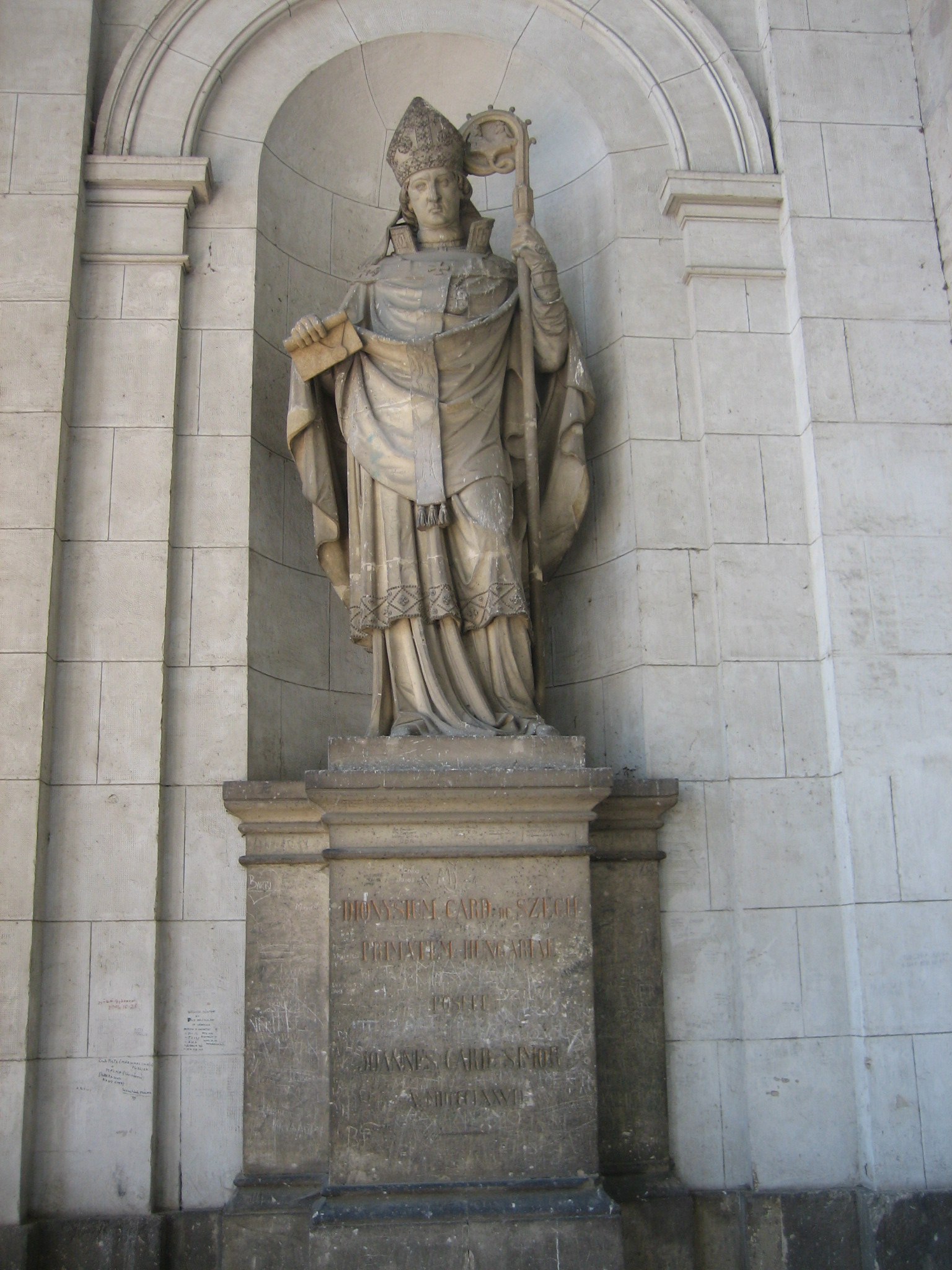
Szécsi Dénes szobra az esztergomi Bazilikában
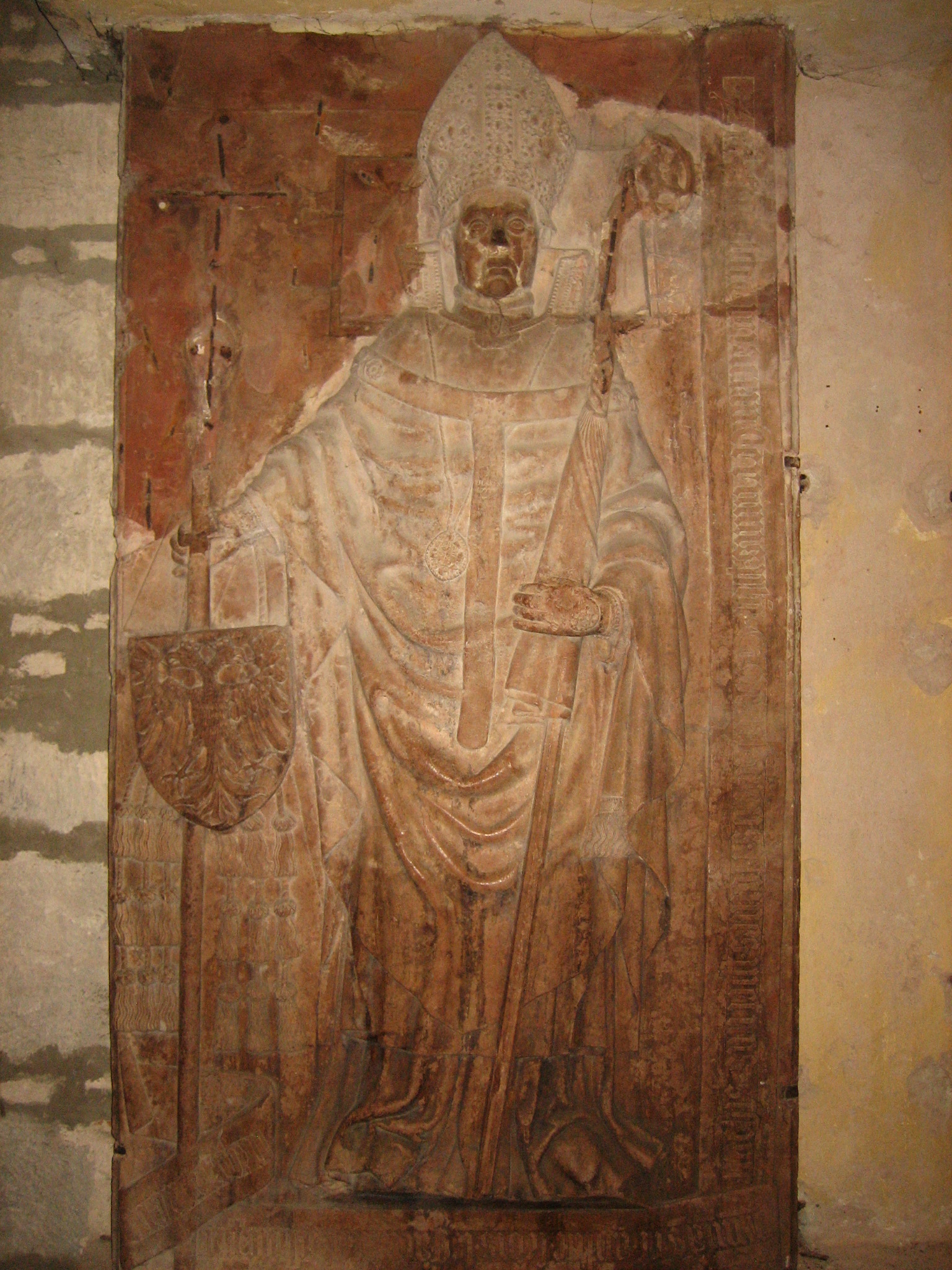
Szécsi Dénes sírköve az esztergomi Bazilikában
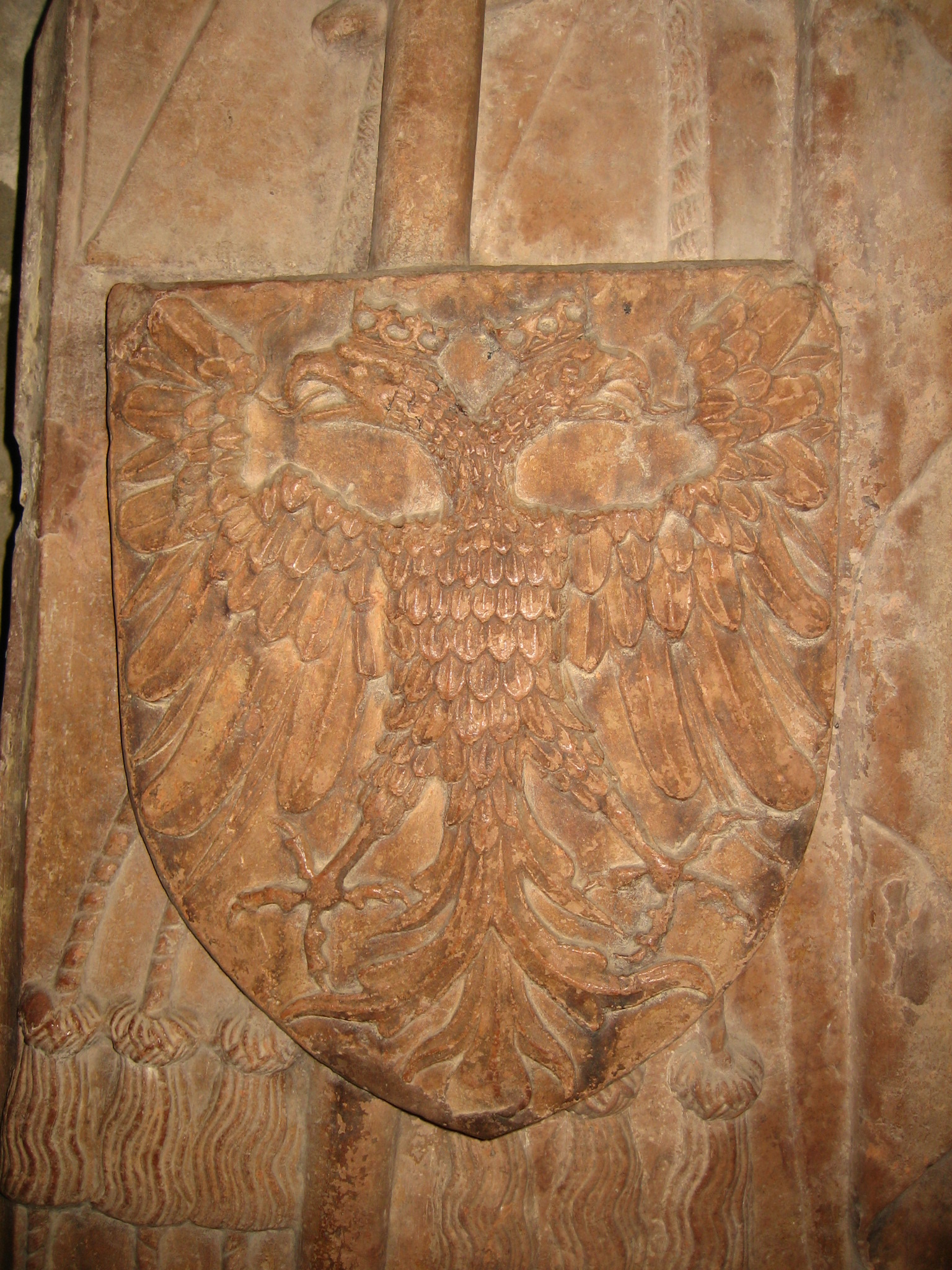
A Balogh-nemzetségbeli Szécsi-címer Szécsi Dénes sírkövén az esztergomi Bazilikában
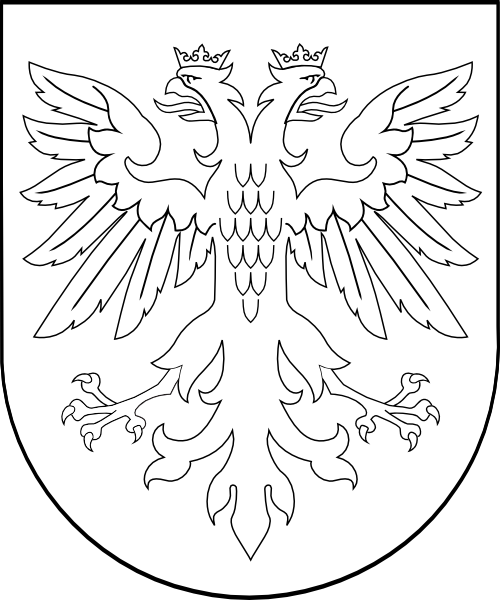
Szécsi Dénes bíboros címerpajzsa
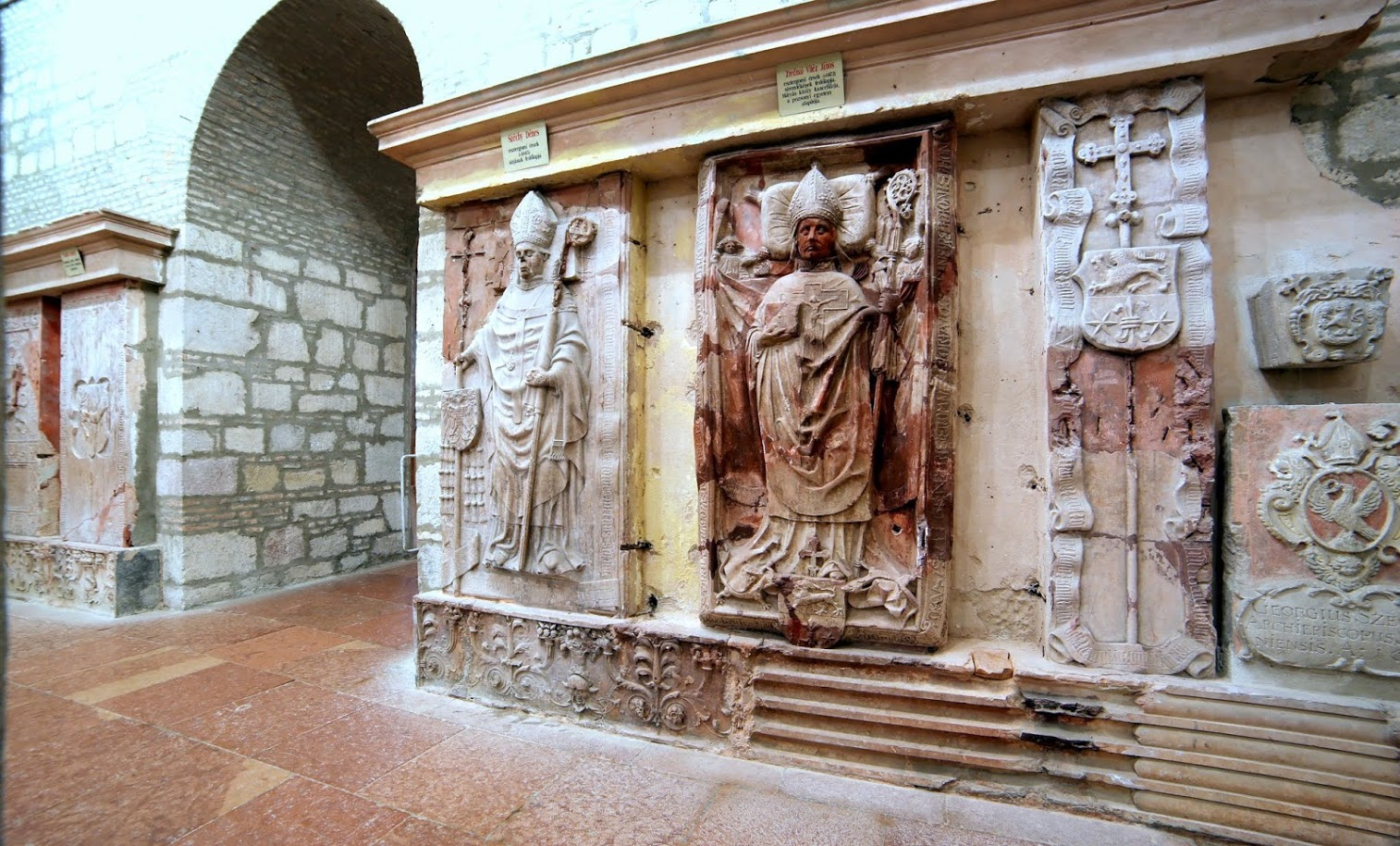
Szécsi Dénes és Vitéz János sírköve az esztergomi bazilika altemplomában